# Nathan Adrian

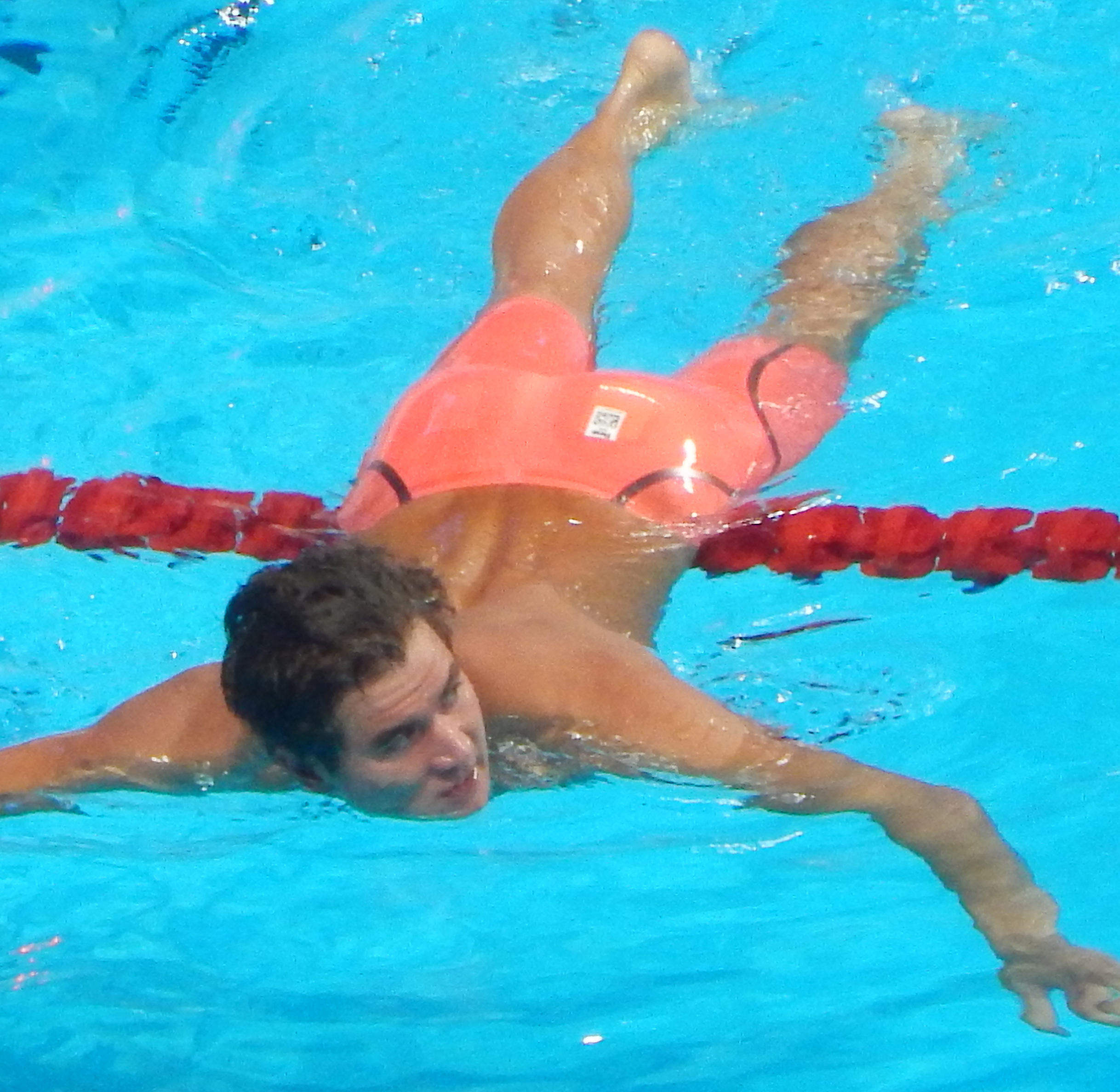
Adrian in actie tijdens de WK 2015 in Kazan

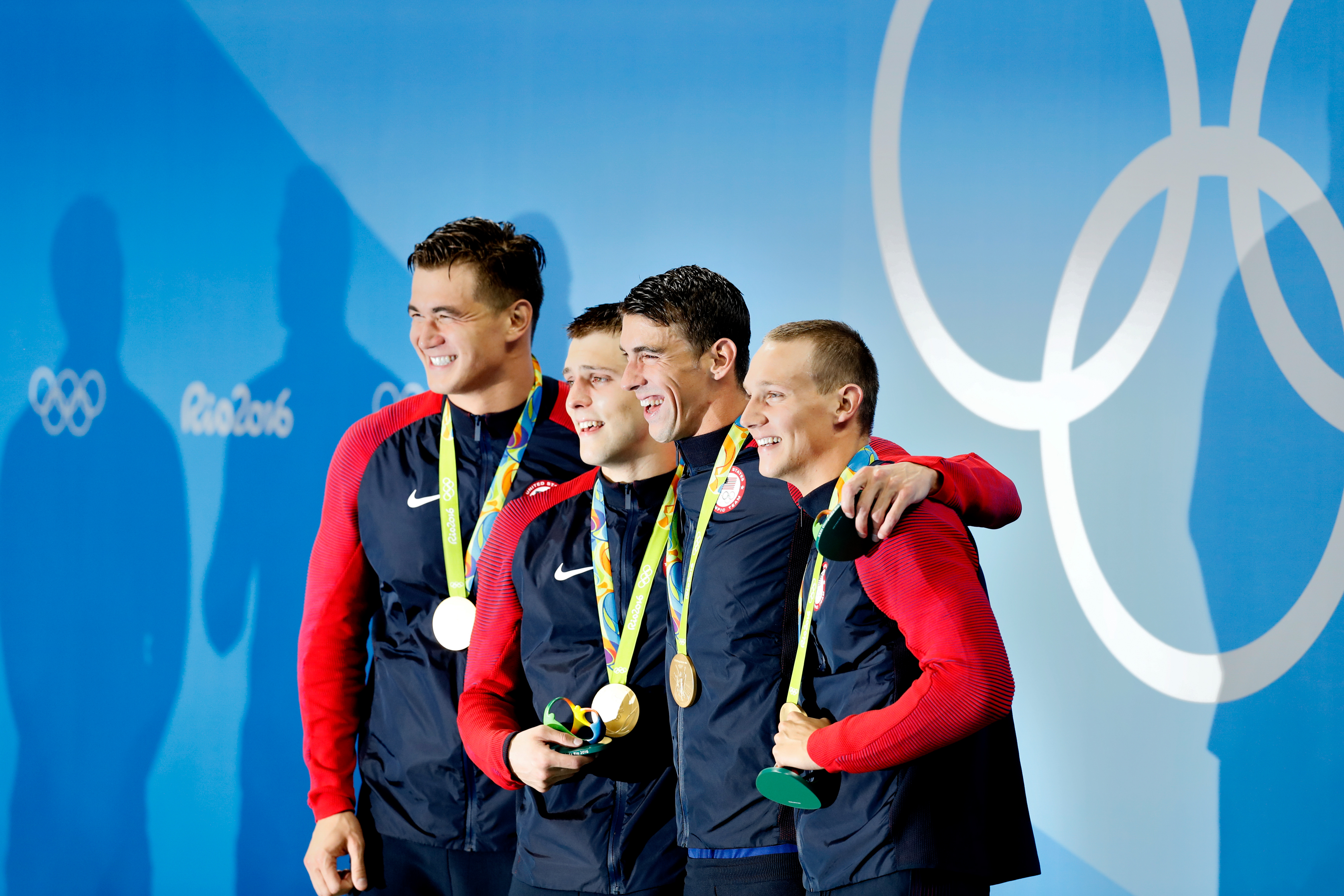
Gouden estafette 4x100 vrij (v.l.n.r. Adrian, Held, Phelps en Dressel (2016)

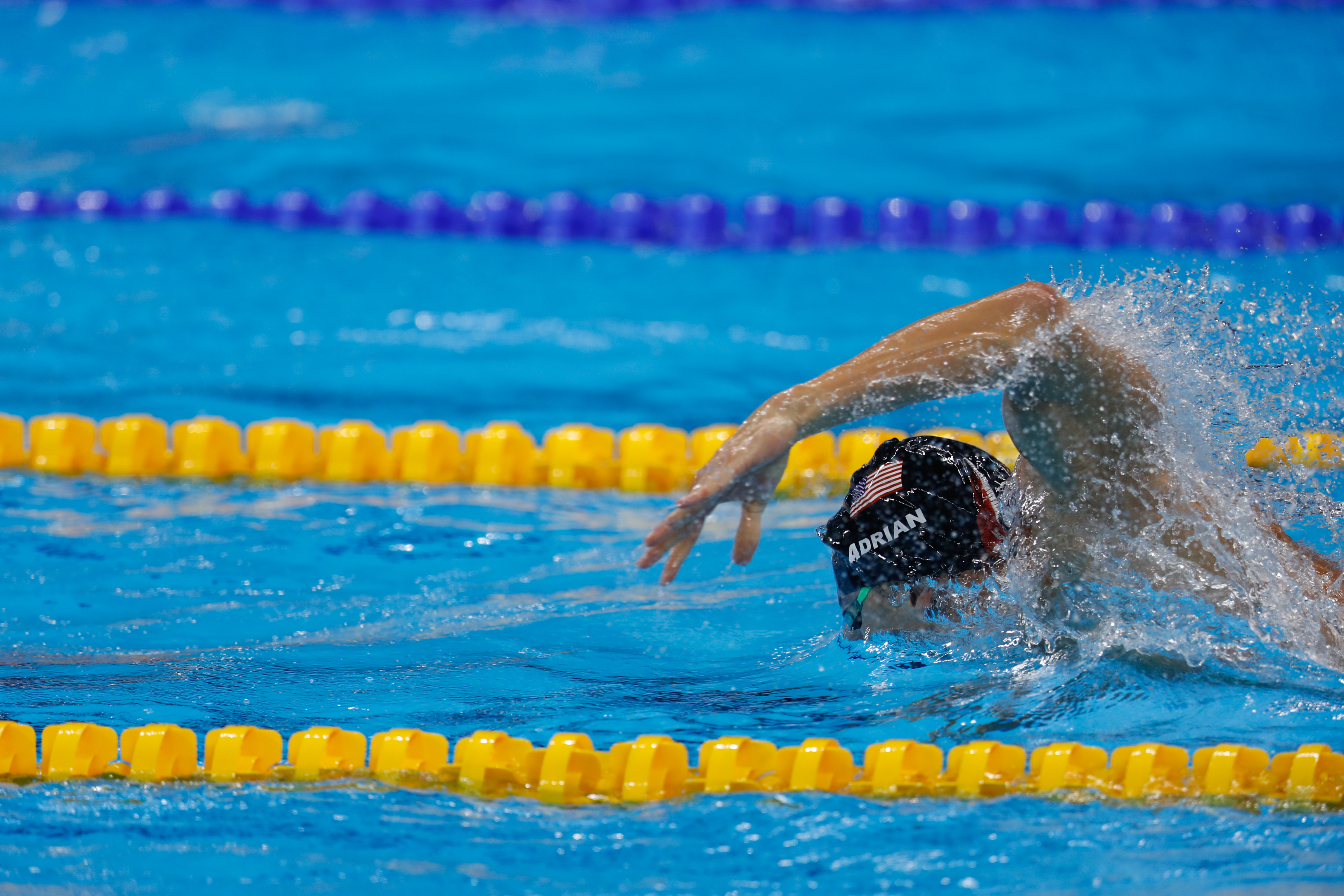
Adrian in het water tijdens de gouden 4x100 meter vrije slag estafette (2016)

Nathan Adrian (Bremerton (Washington), 7 december 1988) is een Amerikaanse zwemmer die gespecialiseerd is in de sprintafstanden op de vrije slag. Hij vertegenwoordigde zijn vaderland op de Olympische Zomerspelen 2008 in Peking, op de Olympische Zomerspelen 2012 in Londen en op de Olympische Zomerspelen 2016 in Rio de Janeiro
Adrian is de zoon van een Amerikaanse vader en een Chinese moeder. Hij studeert aan en zwemt voor de University of California - Berkeley.

## Carrière
Bij zijn internationale debuut, op de wereldkampioenschappen kortebaan 2008 in Manchester, veroverde Adrian de wereldtitel op de 100 meter vrije slag en strandde hij in de series van de 200 meter vrije slag. Samen met Ryan Lochte, Bryan Lundquist en Doug Van Wie veroverde hij de gouden medaille op de 4x100 meter vrije slag, op de 4x100 meter wisselslag sleepte hij samen met Randall Bal, Mark Gangloff en Ryan Lochte de zilveren medaille in de wacht. Tijdens de Amerikaanse Olympische Trials in Omaha (Nebraska) eindigde de Amerikaan als vierde op de 100 meter vrije slag en als zesde op de 50 meter vrije slag, dankzij zijn vierde plaats op de 100 meter vrije slag plaats hij voor de Olympische Zomerspelen 2008 op de 4x100 meter vrije slag estafette. In Peking hielp hij samen met Cullen Jones, Benjamin Wildman-Tobriner en Matt Grevers de 4x100 meter vrije slag estafetteploeg naar de finale. De volgende ochtend zag hij Jones samen met Michael Phelps, Garrett Weber-Gale en Jason Lezak het goud winnen, voor zijn inspanningen in de series ontving ook Adrian een gouden medaille.

### 2009-2012
Tijdens de Amerikaanse kampioenschappen zwemmen 2009 in Indianapolis wist Adrian zich te kwalificeren voor de wereldkampioenschappen zwemmen 2009 in Rome op de 50 en de 100 meter vrije slag. In de Italiaanse hoofdstad eindigde hij als zesde op de 50 meter vrije slag, op de 100 meter vrije slag werd hij uitgeschakeld in de halve finales. Samen met Michael Phelps, Ryan Lochte en Matt Grevers veroverde hij de wereldtitel op de 4x100 meter vrije slag. Op de 4x100 meter wisselslag vormde hij samen met Matt Grevers, Mark Gangloff en Tyler McGill een team in de series, in de finale sleepten Aaron Peirsol, Eric Shanteau, Michael Phelps en David Walters de wereldtitel in de wacht. Voor zijn aandeel in de series ontving Adrian eveneens de gouden medaille.
Op de Pan Pacific kampioenschappen zwemmen 2010 in Irvine veroverde de Amerikaan de gouden medaille op zowel de 50 als de 100 meter vrije slag, samen met Michael Phelps, Ryan Lochte en Jason Lezak sleepte hij de gouden medaille in de wacht op de 4x100 meter vrije slag. Op de 4x100 meter wisselslag legde hij samen met Aaron Peirsol, Mark Gangloff en Michael Phelps beslag op de gouden medaille. In Dubai nam Adrian deel aan de wereldkampioenschappen kortebaanzwemmen 2010, op dit toernooi eindigde hij als zesde op de 100 meter vrije slag en strandde hij in de halve finales van de 50 meter vrije slag. Samen met Garrett Weber-Gale, Ricky Berens en Ryan Lochte eindigde hij als vierde op de 4x100 meter vrije slag.
Tijdens de wereldkampioenschappen zwemmen 2011 in Shanghai eindigde de Amerikaan als vierde op de 50 meter vrije slag en als zesde op de 100 meter vrije slag. Op de 4x100 meter wisselslag veroverde hij samen met Nick Thoman, Mark Gangloff en Michael Phelps de wereldtitel, samen met Michael Phelps, Garrett Weber-Gale en Jason Lezak sleepte hij de bronzen medaille in de wacht op de 4x100 meter vrije slag.
Op de Olympische Zomerspelen van 2012 veroverde Adrian samen met Michael Phelps, Cullen Jones en Ryan Lochte de zilveren medaille op de 4x100 meter vrije slag. In de laatste 50 meter werd de leidende positie verloren aan het Franse team die de gouden medaille wonnen. Individueel won Adrian goud op het koningsnummer, de 100 meter vrije slag, door wereldkampioen James Magnussen met 1/100 seconde te verslaan. Op de slotdag van het zwemtoernooi behaalde hij samen met Matt Grevers, Brendan Hansen en Michael Phelps de gouden medaille op de 4x100 meter wisselslag.

### 2013-2016
Tijdens de wereldkampioenschappen zwemmen 2013 in Barcelona eindigde de Amerikaan als vierde op de 50 meter vrije slag en behaalde hij brons op de 100 meter vrije slag. Op de 4x100 meter vrije slag veroverde hij samen met Ryan Lochte, Anthony Ervin en Jimmy Feigen de zilveren medaille, achter het Franse viertal. Samen met Ryan Lochte, Kevin Cordes en Matt Grevers won Adrian aanvankelijk ook de 4x100m wisselslag. Achteraf bleek Cordes 0,04s te vroeg de startblok te hebben verlaten tijdens de aflossing van Matt Grevers. Het Amerikaanse viertal werd gediskwalificeerd en de gouden medaille werd zo aan het Franse viertal overhandigd.
In Gold Coast nam Adrian deel aan de Pan-Pacifische kampioenschappen zwemmen 2014. Op dit toernooi sleepte hij de zilveren medaille in de wacht op de 100 meter vrije slag en de bronzen medaille op de 50 meter vrije slag. Op de 4x100 meter wisselslag legde hij samen met Matt Greves, Kevin Cordes en Michael Phelps beslag op de gouden medaille. Samen met Michael Phelps, Anthony Ervin en Ryan Lochte veroverde hij de zilveren medaille op de 4x100 meter vrije slag
Op de wereldkampioenschappen zwemmen 2015 in Kazan behaalde de Amerikaan de zilveren medaille op de 50 meter vrije slag en eindigde hij als zevende op de 100 meter vrije slag. Samen met Ryan Murphy, Kevin Cordes en Thomas Shields werd Adrian wereldkampioen op de 4x100 meter wisselslag. Ook op de gemengde 4x100 meter vrije slag behaalde hij de wereldtitel, samen met Ryan Lochte, Missy Franklin en Simone Manuel.
Tijdens de Olympische Zomerspelen van 2016 in Rio de Janeiro veroverde Adrian de bronzen medaille op zowel de 50 als de 100 meter vrije slag. Op de 4x100 meter vrije slag legde hij samen met Caeleb Dressel, Michael Phelps en Ryan Held beslag op de gouden medaille. Samen met Ryan Murphy, Cody Miller en Michael Phelps sleepte hij de gouden medaille in de wacht op de 4x100 meter wisselslag.

### 2017-heden
In Boedapest nam de Amerikaan deel aan de wereldkampioenschappen zwemmen 2017. Op dit toernooi behaalde hij de zilveren medaille op de 100 meter vrije slag, op de 50 meter vrije slag strandde hij in de halve finales. Op de 4x100 meter vrije slag veroverde hij samen met Caeleb Dressel, Townley Haas en Blake Pieroni de wereldtitel. Samen met Matt Grevers, Kevin Cordes en Caeleb Dressel werd hij wereldkampioen op de 4x100 meter wisselslag. Op de gemengde 4x100 meter vrije slag legde hij samen met Caeleb Dressel, Mallory Comerford en Simone Manuel beslag op de wereldtitel.
Op de Pan-Pacifische kampioenschappen zwemmen 2018 in Tokio eindigde hij als tiende op de 100 meter vrije slag. Samen met Ryan Murphy, Andrew Wilson en Caeleb Dressel sleepte hij de gouden medaille in de wacht op de 4×100 meter wisselslag, op de 4×100 meter vrije slag werd hij samen met Caeleb Dressel, Blake Pieroni en Zach Apple gediskwalificeerd.
Tijdens de wereldkampioenschappen zwemmen 2019 in Gwangju behaalde Adrian samen met Caeleb Dressel, Blake Pieroni en Zach Apple de wereldtitel op de 4×100 meter vrije slag, op de 4×100 meter wisselslag veroverde hij samen met Ryan Murphy, Andrew Wilson en Caeleb Dressel de zilveren medaille. Samen met Blake Pieroni, Katie McLaughlin en Abby Weitzeil zwom hij in de series van de 4×100 meter vrije slag gemengd, in de finale legden Caeleb Dressel, Zach Apple, Mallory Comerford en Simone Manuel beslag op de wereldtitel. Voor zijn aandeel in de series ontving Adrian eveneens de gouden medaille. In Lima nam de Amerikaan deel aan de Pan-Amerikaanse Spelen 2019. Op dit toernooi sleepte hij de zilveren medaille in de wacht op zowel de 50 als de 100 meter vrije slag. Op de 4×100 meter wisselslag sleepte hij samen met Daniel Carr, Nicolas Fink en Thomas Shields de gouden medaille in de wacht, samen met Michael Chadwick, Drew Kibler en Grant House behaalde hij de zilveren medaille op de 4×100 meter vrije slag. Op de 4×100 meter vrije slag gemengd veroverde hij samen met Michael Chadwick, Claire Rasmus en Margo Geer de gouden medaille.

## Internationale toernooien
| Jaar | Olympische Spelen                                                        | WK langebaan                                                                                                  | WK kortebaan                                                                  | PanPacs                                                                  | Pan-Ams                                                                                              |
| ---- | ------------------------------------------------------------------------ | --- | ----------------------------------------------------------------------------- | ------------------------------------------------------------------------ | --- |
| 2008 | 4x100m vrije slag · Adrian zwom enkel de series                          | | 100m vrije slag · 16e 200m vrije slag · 4x100m vrije slag · 4x100m wisselslag |                                                                          | |
| 2009 |                                                                          | 6e 50m vrije slag · 10e 100m vrije slag · 4x100m vrije slag · 4x100m wisselslag · Adrian zwom enkel de series |                                                                               |                                                                          | |
| 2010 |                                                                          | | 11e 50m vrije slag 6e 100m vrije slag 4e 4x100m vrije slag                    | 50m vrije slag · 100m vrije slag · 4x100m vrije slag · 4x100m wisselslag | |
| 2011 |                                                                          | 4e 50m vrije slag · 6e 100m vrije slag · 4x100m vrije slag · 4x100m wisselslag                                |                                                                               |                                                                          | geen deelname                                                                                        |
| 2012 | 100m vrije slag · 4x100m vrije slag · 4x100m wisselslag                  | | geen deelname                                                                 |                                                                          | |
| 2013 |                                                                          | 4e 50m vrije slag · 100m vrije slag · 4x100m vrije slag · 8e 4x100m wisselslag                                |                                                                               |                                                                          | |
| 2014 |                                                                          | | geen deelname                                                                 | 50m vrije slag · 100m vrije slag · 4x100m vrije slag · 4x100m wisselslag | |
| 2015 |                                                                          | 50m vrije slag · 7e 100m vrije slag · 4x100m wisselslag · 4x100m vrije slag gemengd                           |                                                                               |                                                                          | geen deelname                                                                                        |
| 2016 | 50m vrije slag · 100m vrije slag · 4x100m vrije slag · 4x100m wisselslag | | geen deelname                                                                 |                                                                          | |
| 2017 |                                                                          | 10e 50m vrije slag · 100m vrije slag · 4x100m vrije slag · 4x100m wisselslag · 4x100m vrije slag gemengd      |                                                                               |                                                                          | |
| 2018 |                                                                          | | geen deelname                                                                 | 100m vrije slag · DSQ 4x100m vrije slag · 4x100m wisselslag              | |
| 2019 |                                                                          | 4x100m vrije slag · 4x100m wisselslag · 4×100m vrije slag gemengd · Adrian zwom enkel de series               |                                                                               |                                                                          | 50m vrije slag · 100m vrije slag · 4×100m vrije slag · 4×100m wisselslag · 4×100m vrije slag gemengd |

## Persoonlijke records
Bijgewerkt tot en met 28 juli 2018
Kortebaan
| Afstand         | Tijd  | Datum            | Plaats     |
| --------------- | ----- | ---------------- | ---------- |
| 050m vrije slag | 20,71 | 19 december 2009 | Manchester |
| 100m vrije slag | 45,08 | 19 december 2009 | Manchester |

Langebaan
| Afstand         | Tijd  | Datum           | Plaats |
| --------------- | ----- | --------------- | ------ |
| 050m vrije slag | 21,37 | 7 augustus 2015 | Kazan  |
| 100m vrije slag | 47,52 | 1 augustus 2012 | Londen |